# Titanotylopus
Titanotylopus é um gênero extinto de herbívoros terrestres. O camelo gigante (Titanotylopus nebraskensis), que viveu entre o Mioceno e o Pleistoceno e era endêmico do continente norte americano. Os fósseis foram encontrados no Texas, Kansas, Nebraska, Colorado e Arizona, foi um parente das espécies de camelos atuais, a sua extinção do Pleistoceno se deve à predação humana.
Foi endêmico da América do Norte desde o Mioceno até Pleistoceno.

## Aparência
Titanotylopus possuíam membros longos e fortes, uma caixa craniana relativamente pequena, e uma encosta convexa entre os olhos. Sua altura média era de 3,5 metros (11 pés), e seu peso médio era de 2000 kg, sendo assim o maior membro da família Camelidae já descoberto.
Como camelos modernos, que possuía uma corcova para o armazenamento de gordura; prova disso é fornecida pelos espinhos neurais nas suas vértebras torácicas. Além disso, ao contrário do camelo moderno, o camelo gigante não tinha vacuidades lacrimal: não podia chorar.